# Northborough (Massachusetts)
Pour les articles homonymes, voir Northborough.
Northborough est une ville du Comté de Worcester dans l’État du Massachusetts.
Elle a été incorporée en 1766.
Sa population était de 15 741 habitants en 2020.